# Anisocanthon pygmaeus
Anisocanthon pygmaeus är en skalbaggsart som beskrevs av Gillet 1911. Anisocanthon pygmaeus ingår i släktet Anisocanthon och familjen bladhorningar. Inga underarter finns listade i Catalogue of Life.